# Alejandro de Lincéstide

El Reino de Macedonia en el 336 a. C.

Alejandro de Lincéstide (?- 330 a. C.), hijo de Aéropo, era un noble de Lincéstide, territorio del norte de Reino de Macedonia. Pertenecía a una familia rica y poderosa, que en el 336 a. C. fue acusada de conspirar con Pausanias para asesinar a Filipo II y poner a su lugar al hijo de Pérdicas III, el verdadero heredero Amintas IV. 
Fue el primero en nombrar como rey a Alejandro Magno tras el asesinato de su padre. Esta acción salvó su vida: sus hermanos, Hermoenes y Arrabeo, fueron ejecutados por el nuevo rey, acusados de conspiración. Aunque Alejandro también estaba implicado en la conspiración, su pronta aclamación hizo que le perdonaran. El hecho de que fuera el ahijado del general Antípatro también ayudó, ya que el rey Alejandro necesitaba desesperadamente el apoyo de este si quería mantenerse en el trono que acababa de ocupar.

## Trayectoria

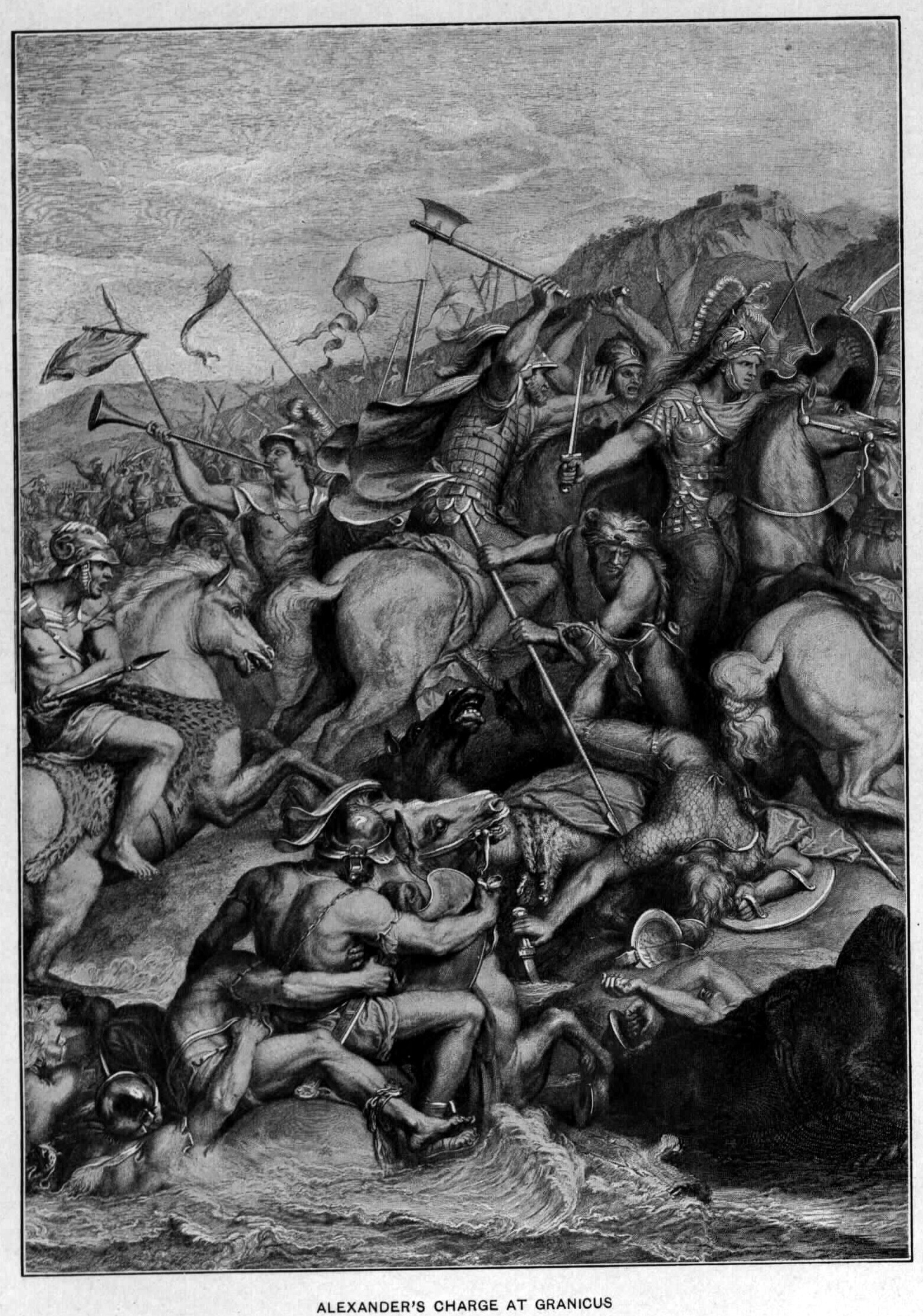
La baralla del Gránico.

Mientras Alejandro sometía a las ciudades griegas, el lincéstida fue gobernador de Tracia. Cuando el ejército macedonio cruzó el Helesponto hacia Asia en la primavera del 334 a. C. y derrotó a las tropas persas en el río Gránico, fue nombrado comandante de la caballería tesalia, mientras que el anterior comandante, Calas, era designado sátrapa de la Frigia Helespóntica. Con esto le quisieron bajar de rango (quizá el rey aún no confiaba en el lincéstida). Continuó en el ejército, mientras las ciudades griegas de las costas se entregaban una tras otra, ya sea por miedo o por querer ser liberadas.
De todas formas sólo mantuvo este nuevo cargo unos pocos meses. A finales del 334 a. C. Parmenio, segundo al mando tras Alejandro, capturó a un espía persa llamado Sisine cuya misión era, supuestamente, encontrarse con el lincéstida. Aparentemente, el rey persa Darío III se había ofrecido a pagarle mil talentos de oro, y a hacerle rey si asesinaba a Alejandro Magno que se encontraba en Gordión, antigua capital de Frigia, donde había decidido invernar. Parmenio le contó los detalles de la trama al rey, a quien un vidente ya le había dicho que tuviera cuidado con una posible traición. Entonces Alejandro mandó a Amfótero, el hermano del general Crátero, a ver a Parmenio, con órdenes de arrestar al lincéstida.

## Prisión y muerte

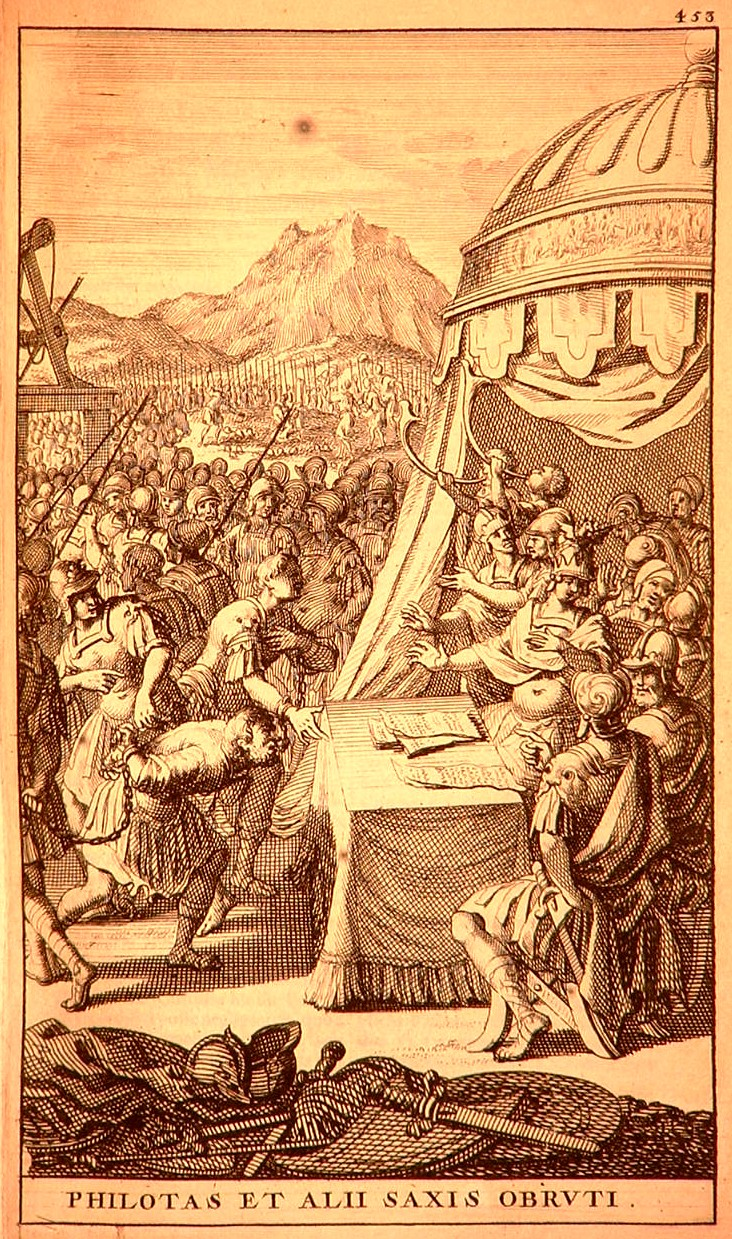
Los condenados tras la conjura de Filotas.

Diodoro Sículo no dice que Sisine estuviera implicado, sino que explica que la principal causa del arresto de Alejandro de Lincéstide fue una advertencia que el rey recibió de su madre, la reina Olimpia. Debido a la estrecha relación que unía al lincéstida con Antípatro sólo lo hicieron prisionero, y no fue juzgado hasta tres años más tarde, en los tiempos de la llamada Conjura de los Pajes, cuando la asamblea del ejército procesó por alta traición a Filotas y otros conjurados y cómplices. 
Después de la ejecución de Filotas por traición, y el asesinato de su padre, Parmenio debido a la costumbre macedonia de matar a todos los parientes varones del culpable, el rey Alejandro se sintió con la suficiente fuerza como para atar todos los cabos sueltos, que incluían al prisionero lincéstida. El hijo de Aéropo había pasado tanto tiempo encarcelado que fue incapaz de hacer un discurso en su defensa, y fue declarado culpable y ejecutado por la asamblea macedonia.
A pesar de que Alejandro de Lincéstide fue ejecutado en el 330 a. C., su sombra persiguió al recuerdo de Alejandro Magno por muchos años, y a pesar de que la historia de que el rey fue asesinado en el 323 a. C. es un invento, Marco Juniano Justino escribe que fue Antípatro quien instigó esta conspiración porque su ahijado, entre otros, había sido ejecutado. La reacción de Antípatro ante las noticias sobre la muerte de Parmenio, Filotas y Alejandro de Lincéstide sería comprensible, aunque esta historia no es cierta.